# Chaos pełen idei
Chaos pełen idei – album studyjny polskiego kontrabasisty Wojtka Mazolewskiego. Wydawnictwo ukazało się 4 listopada 2016 roku nakładem wytwórni muzycznej Agora SA. Płytę poprzedził singel „Organizmy piękne”, który trafił do sprzedaży 19 października, także 2016 roku. Gościnnie w nagraniach wzięły udział m.in. piosenkarki Natalia Przybysz, Justyna Święs i Ania Rusowicz.
Album dotarł do 36. miejsca polskiej listy przebojów - OLiS, a w marcu 2023 uzyskał certyfikat złotej płyty.

## Lista utworów
Opracowano na podstawie materiału źródłowego.
1. „Organizmy piękne” (gościnnie: Justyna Święs) – 3:42
2. „Kolor czerwieni” (gościnnie: Piotr Zioła) – 3:59
3. „Świt” – 1:30 (utwór instrumentalny)
4. „Angel Of the Morning (Bangkok)” (gościnnie: Natalia Przybysz) – 6:00
5. „L.A.S” – 3:48 (utwór instrumentalny)
6. „White Rabbit” (gościnnie: Ania Rusowicz) – 2:36
7. „Tobie” – 3:08
8. „Gdybym (Get free)” (gościnnie: Wojciech Waglewski) – 5:21
9. „Twoi idole (Bombtrack)” (gościnnie: Vienio) – 3:19
10. „Love At First Sight / Heart Shaped Box” (gościnnie: Misia Furtak) – 3:12
11. „Polish Girl” (gościnnie: John Porter) – 2:59
12. „Vademecum skauta (Punkt Gdańsk)” (gościnnie: Jan Borysewicz, Janusz Panasewicz) – 3:21
13. „Day-O (The Banana Boat Song)” (gościnnie: WMQ) – 3:55
14. „Black M” – 1:56 (utwór instrumentalny)